# NGC 662
NGC 662 је спирална галаксија у сазвежђу Андромеда која се налази на NGC листи објеката дубоког неба.
Деклинација објекта је + 37° 41' 47" а ректасцензија 1h 44m 35,5s. Привидна величина (магнитуда) објекта NGC 662 износи 13,7 а фотографска магнитуда 14,4. Налази се на удаљености од 73,150 милиона парсека од Сунца. NGC 662 је још познат и под ознакама UGC 1220, MCG 6-4-60, CGCG 521-73, IRAS 01416+3726, KUG 0141+374, KARA 62, ARAK 55, 5ZW 98, near SAO 54944, PGC 6393.